# 2013年法国巴黎银行公开赛
2013年法國巴黎銀行公開賽于2013年3月7日至3月17日在美國印第安維爾斯舉行。

## 冠軍

### 男子單打
- 拉斐爾·納達爾 擊敗  胡安·馬丁·德爾波特羅（4–6、6–3、6–4）
- 這是納達爾今年第3座冠軍與生涯第53座冠軍。

### 女子單打
- 瑪麗亞·莎拉波娃 擊敗  卡羅琳·沃茲尼亞奇（6–2、6–2）
- 這是莎拉波娃今年第1座冠軍與生涯第28座冠軍。

### 男子雙打
- 鮑勃·布賴恩 /  邁克·布賴恩 擊敗  崔特·康拉德·休伊 /  傑西·詹努維克茲（6–3、3–6、[10–6]）

### 女子雙打
- 葉卡捷琳娜·馬卡洛娃 /  葉連娜·韋斯寧娜 擊敗  娜佳·彼得罗娃 /  卡塔琳娜·斯雷博特尼克（6–0、5–7、[10–6]）

## 外部連結
- 官方網站